# Collins (cocktail)
Pour les articles homonymes, voir Collins.
Le terme Collins désigne une catégorie de cocktails de la famille des long drinks, qui se préparent directement dans le verre.
Les Collins ont pour base le jus de citron, le sucre en poudre, l'eau gazeuse et un alcool.
Directement dans un tumbler, verser les ingrédients sur des glaçons et remuer. Compléter d'eau gazeuse et décorer d'une tranche de citron.

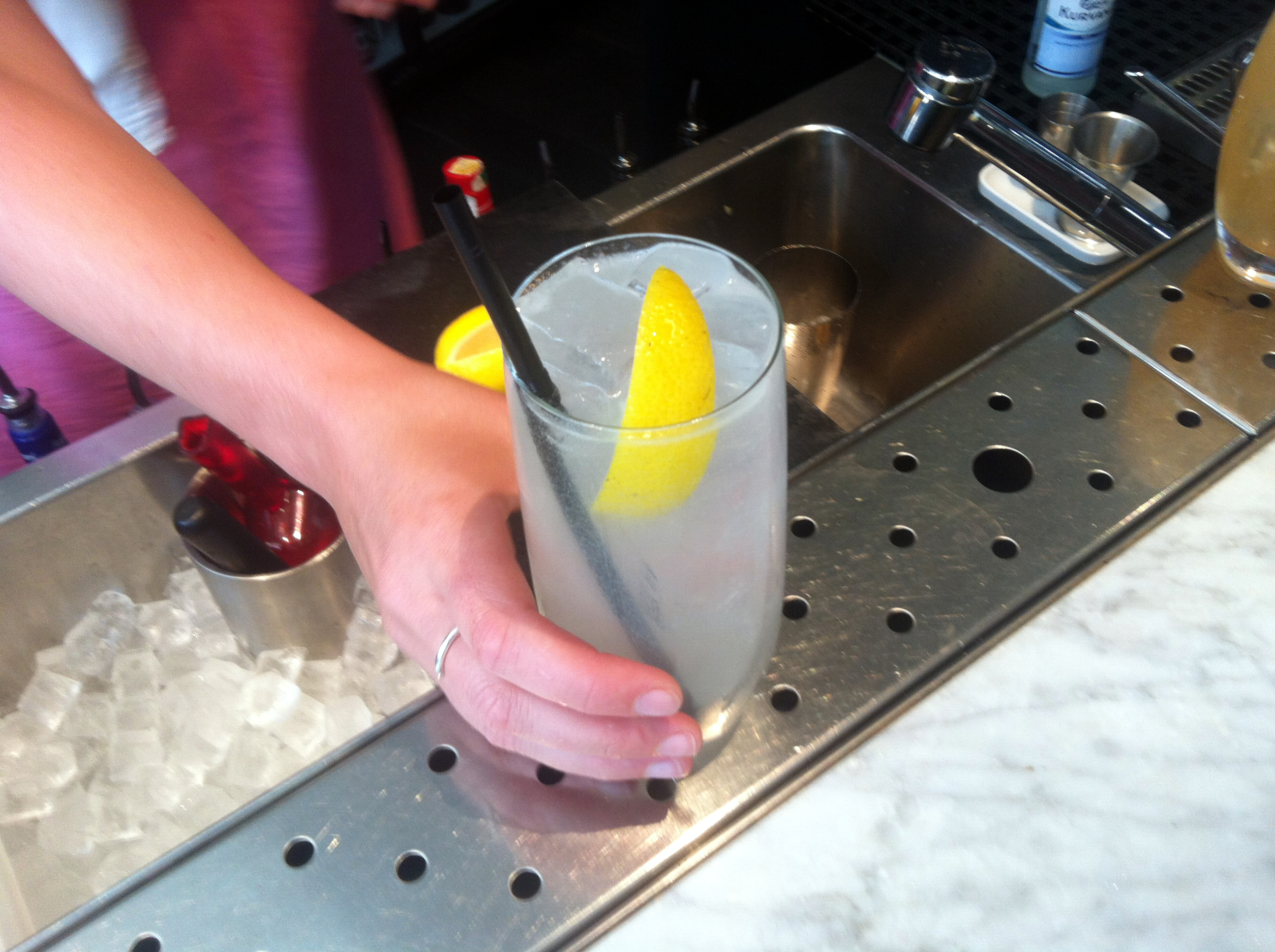
Un Tom Collins servi à Copenhague.

Dénomination des Collins selon l'alcool de base :
- Gin : Tom Collins[2],[3]
- Vodka : Joe Collins
- Bourbon Whiskey : Colonel Collins
- Whisky canadien : Captain Collins
- Whiskey irlandais : Mike Collins
- Whisky écossais : Sandy Collins
- Calvados : Jack Collins
- Cognac : Pierre Collins
- Kirsch : Charly Collins
- Rhum blanc : Pedro Collins
- Rhum ambré : Ron Collins
- Tequila : Pepito Collins ou Ruben Collins
- Amaretto : Amandine Collins
- Licor de cocuy (es) : Edgar Collins
- Hong Thong : Adrine Collins
- Mezcal : Juan Collins